# Notiomaso striatus
Notiomaso striatus är en spindelart som först beskrevs av Usher 1983.  Notiomaso striatus ingår i släktet Notiomaso och familjen täckvävarspindlar.
Artens utbredningsområde är Falklandsöarna. Inga underarter finns listade i Catalogue of Life.